# Svea Rike III
Svea Rike är ett datorspel skapat av Paradox Interactive, då Paradox Entertainment, och publicerat av Levande Böcker. Spelet är en uppföljare till Svea Rike och Svea Rike II, samt en föregångare till Two Thrones. Svea Rike-serien kan räknas som en föregångare till Europa Universalis-serien. 
Spelet tar sin början år 1275, under en period av politisk instabilitet. Alla händelser som sker i spelet, utom de spelaren själv påverkar, är historiskt korrekta.